# Pilodeudorix aruma
Pilodeudorix aruma is een vlinder uit de familie van de Lycaenidae. De wetenschappelijke naam van de soort is voor het eerst geldig gepubliceerd in 1873 door William Chapman Hewitson.

## Verspreiding
De soort komt voor in het primair tropisch regenwoud van Nigeria, Kameroen, Equatoriaal Guinea, Sao Tomé, Gabon, Congo-Brazzaville, Centraal Afrikaanse Republiek, Congo-Kinshasa en Oeganda.

## Ondersoorten
- Pilodeudorix aruma aruma (Hewitson, 1873) (Zuidoost-Nigeria, Kameroen, Equatoriaal Guinea, Sao Tomé, Gabon, Congo-Brazzaville, Centraal Afrikaanse Republiek)
  - = Hypolycaena rava Holland, 1892
- Pilodeudorix aruma nigeriana Libert, 2004 (Zuidwest-Nigeria)
- Pilodeudorix aruma pallidior Libert, 2004 (Noordelijk Congo-Kinshasa, West-Oeganda)
- Pilodeudorix aruma simplex (Schultze, 1917) (Zuidelijk Congo-Kinshasa)
  - = Pilodeudorix aruma reducta Libert, 2004
  - = Deudorix aruma var. simplex Schultze, 1917